# Jonas Kullhammar

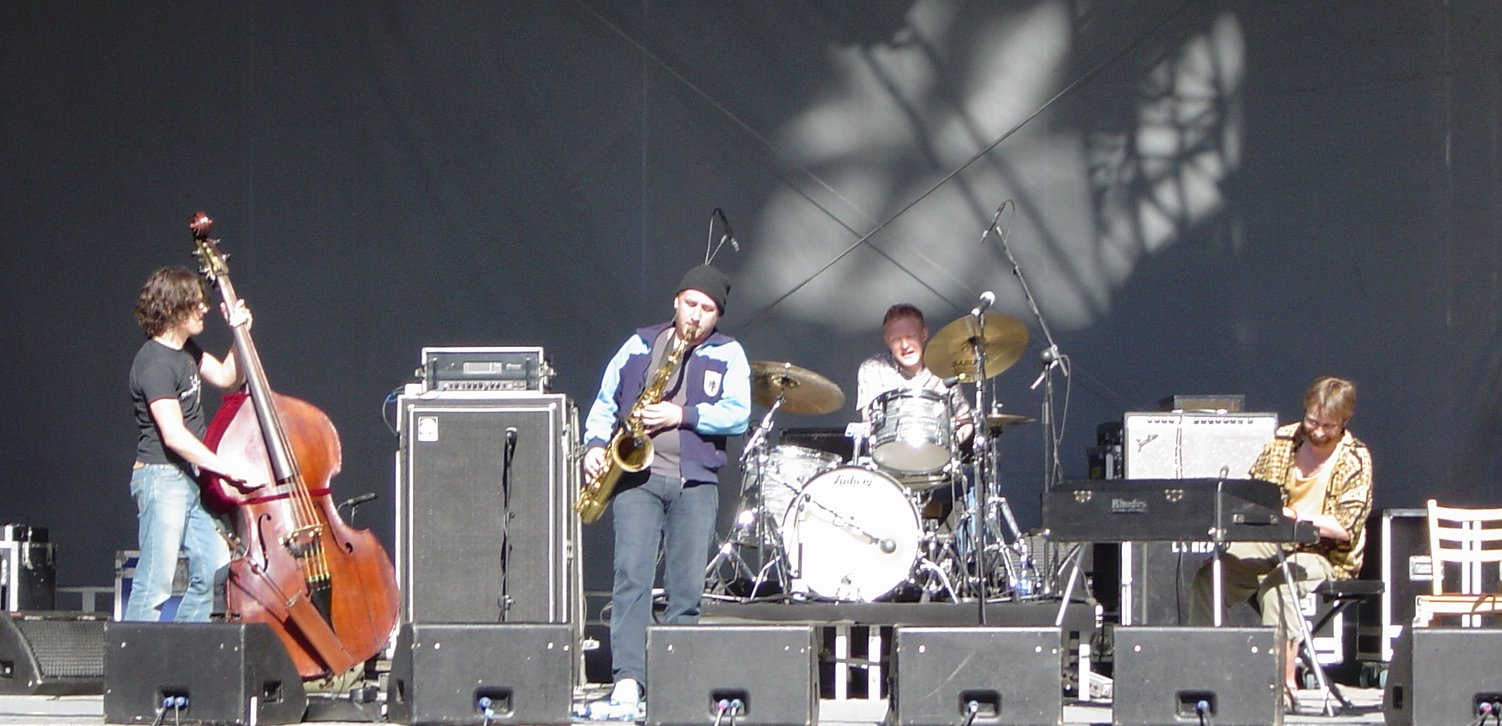
Jonas Kullhammar Quartet

Jonas Kullhammar, född 2 september 1978 i Nacka, är en svensk jazzmusiker (saxofonist).
Sedan 1994 har Kullhammar medverkat på över 200 skivinspelningar och har fått många utmärkelser och priser, bland annat grammisnomineringar, jazzkatter, norskt spellmannpris och Django d'or. Han tog emot Arne Domnérus stipendium Guldsaxen 2006 samt Alice Babs stipendium 2008. År 2014 tilldelades han Kungliga Musikaliska Akademiens jazzpris på 100 000 kr och utsågs 2016 till årets Lars Gullin-pristagare, och året därefter tog han dessutom emot Jan Johansson-stipendiet.
Hans huvudsakliga grupper har främst varit Jonas Kullhammar Quartet (fram till 2013, då gruppen lades ner), Kullrusk och Nacka Forum.
Sedan 2000 driver Kullhammar skivbolaget Moserobie. Solodebuten hette Salut och gavs ut 2000.
När Sonny Rollins tog emot Polarpriset 2007 fick Kullhammar spela tillsammans med sin kvartett på ceremonin i Konserthuset.
År 2013 fick Kullhammar uppdraget att komponera och framföra jazzmusiken i Mikael Marcimains film Gentlemen baserad på Klas Östergrens klassiska roman. I samband med biopremiären 2014 släpptes skivan med musiken där bland andra Bernt Rosengren medverkar. Vid Guldbaggegalan 2015 belönades Kullhammar tillsammans med Mattias Bärjed med en Guldbagge för bästa filmmusik. Jazzmusiken till Gentlemen nominerades även till en grammis för årets jazzalbum.
Kullhammar har spelat med artister som The (International) Noise Conspiracy, Carlos Garnett, Nicolai Dunger, Salem Al Fakir, The Hives, Chick Corea, Bob hund, Dungen, Jason Moran, Rickie Lee Jones, Amason, Lisa Nilsson, Trondheim Jazzorkester och The Soundtrack of Our Lives med flera.
Jonas medverkar också i grupper som Goran Kajfes Subtropic Arkestra, Lalalars, Koma Saxo, Svenska Kaputt, Hegge (som belönats med norska Spellemannpriset), Jupiter m.fl.
Han är en av grundarna av musikskolan Musikania i Nacka i Stockholms län. Kullhammar är supporter till Djurgårdens IF.

## Priser och utmärkelser
- 2000 – Jazzkatten som ”Årets nykomling”
- 2002 – Jazzkatten som ”Årets jazzmusiker”
- 2002 – Jazzkatten som ”Årets jazzgrupp” (Jonas Kullhammar Quartet)
- 2003 – Jazzkatten som ”Årets jazzmusiker”
- 2004 – Django d'Or som "Contemporary star of Jazz"
- 2004 – Skaps Jubileumspris
- 2006 – Arne Domnérus stipendium Guldsaxen
- 2008 – Alice Babs Jazzstipendium
- 2014 – Kungliga Musikaliska Akademiens Jazzpris
- 2015 – Guldbagge för "Bästa originalmusik", till Gentlemen (tillsammans med Mattias Bärjed)
- 2016 – Lars Gullin-priset
- 2017 – Jan Johansson Stipendiet

## Diskografi (urval)
- 2000 – Salut (Jonas Kullhammar Quartet)
- 2001 – The Soul of Jonas Kullhammar (Jonas Kullhammar Quartet)
- 2002 – Live at Glenn Miller Café (Jansson, Kullhammar & Nilssen-Love)
- 2002 – Nacka Forum (Nacka Forum)
- 2003 – Plays Loud for the People (Jonas Kullhammar Quartet)
- 2004 – Kullrusk (Kullrusk)
- 2005 – Snake City North (Jonas Kullhammar Quartet med Norrbotten Big Band)
- 2005 – Leve Nacka Forum (Nacka Forum)
- 2005 – Gyldene tider Vol.1 (Fredriksson, Kullhammar & Zetterberg)
- 2005 – Gyldene tider Vol.2 (Fredriksson, Kullhammar & Zetterberg)
- 2005 – Gyldene tider Vol.3 (Fredriksson, Kullhammar & Zetterberg)
- 2006 – Spring spring spring spring spring (Kullrusk)
- 2006 – Son of a Drummer (Jonas Kullhammar Quartet)
- 2007 – Andratx (Kullhammar-Osgood-Vågan)
- 2008 – Gyldene Trion Live at Glenn Miller Café (Fredriksson, Kullhammar & Zetterberg)
- 2008 – Digital (Kullrusk) [enbart utgiven på LP]
- 2009 – The Half Naked Truth (Jonas Kullhammar Quartet) [limiterad 8-cd-box med tidigare outgivet material]
- 2009 – Andratx Live (Kullhammar-Osgood-Vågan)
- 2009 – Chant (Pinton/Kullhammar/Zetterberg/Nordeson)
- 2010 – Från och med herr Jonas Kullhammar (Jonas Kullhammar Quartet)
- 2010 – Original Motion Picture Soundtrack: Vallmo (Nicolai Dunger &  Jonas Kullhammar) [enbart utgiven på LP]
- 2012 – Fee Fi Fo Rum (Nacka Forum)
- 2012 – Basement Sessions (Kullhammar/Aalberg/Zetterberg)
- 2012 – Svenska kaputt (Fiske/Kullhammar/Holmegard/Zetterberg)
- 2013 – A Love Supreme (Jonas Kullhammar Quartet) [limiterad 10" vinyl]
- 2013 – Låt det vara (Jonas Kullhammar Quartet)
- 2013 – This is the End (Jonas Kullhammar Quartet) [limiterad vinyl]
- 2014 – Basement Sessions, vol 2 (Kullhammar/Aalberg/Zetterberg)
- 2014 – Basement Sessions, vol 3 - The Ljubljana Tapes (Kullhammar/Aalberg/Zetterberg/Mathisen)
- 2014 – Gentlemen (original motion picture jazz tracks)  [CD + limiterad dubbel vinyl]
- 2015 – Suomi (Svenska kaputt – Fiske/Kullhammar/Holmegard/Zetterberg)
- 2016 – Jonas Kullhammar & The New Kids On The Rock (limiterad vinyl)
- 2017 – Fathers of Five - Finally Singel (limiterad 7" minialbum, duo tillsammans med Daniel Bingert)
- 2017 – Basement Sessions, vol 4 - The Bali Tapes (Kullhammar/Aalberg/Zetterberg/Santos Silva)
- 2019 – Så Stopper Festen (Nacka Forum)

### Fotnoter
1. ↑  Aftonbladet, Schibsted, läst: 13 oktober 2021 .[källa från Wikidata]
2. ↑  Nord, Björn (12:10 PM - 9 Dec 2017). ”Jazz är tufft. Boxning är tufft. Stordjurgårdare Kullhammar är kung.pic.twitter.com/BapnPsobI2”. @bjornnord28. https://twitter.com/bjornnord28/status/939588026728112129. Läst 9 december 2017.